# Thaís (Fußballspielerin, 1996)
Thaís oder Thaís Ferreira, vollständiger Name Thaís Cristina da Silva Ferreira (* 1. Mai 1996 in Campinas) ist eine brasilianische Fußballspielerin. Sie spielt rechtsfüßig auf der Position einer Innenverteidigerin.

## Karriere

### Verein
Thaís begann ihre fußballerische Laufbahn 2016 beim Valinhos Futebol Clube aus Valinhos. Im selben Jahr wechselte sie zum Guarani FC im selben Ort und im Folgejahr zur AA Ponte Preta. Für diesen Klub sind erstmalig Profispiele nachweisbar. Ihr Debüt für den Klub und gleichzeitig in der obersten Spielklasse gab sie am 12. März 2017 im Spiel beim São José EC. In der Partie der Série A1 2017 stand sie in der Startelf und blieb bis zum Ende auf dem Platz.
In der Série A1 2018 erreichte Thaís mit Ponte Preta das Viertelfinale, musste sich hier aber im September dem SC Corinthians mit 0:1 und 0:2 geschlagen geben. Nachdem für den Klub die Saison beendet war, wechselte die Spielerin zur Grêmio Osasco Audax. Mit diesem Klub bestritt sie drei Spiele in der Copa Libertadores Femenina 2018. Das erste am 19. November gegen Unión Española de Guayaquil aus Ecuador. Der Klub konnte sich aber nicht für die nächste Runde qualifizieren und sie verließ diesen zum Jahresende wieder.
Zur Saison 2019 wurde Tháis von der SE Palmeiras verpflichtet. Nachdem sie zwischenzeitlich mehrmals ihren Vertrag mit dem Klub verlängerte, so im Dezember 2021 um ein Jahr, bestritt Tháis im April 2022 ihr 100. Pflichtspiel für Palmeiras. Im Oktober des Jahres konnte sie mit dem Gewinn der Copa Libertadores Femenina 2022 ihren größten Erfolg bis dahin feiern. Zum Saisonende sollte sie dann den Klub verlassen.
Am 22. Dezember 2022 gab der UD Tenerife bekannt, Tháis verpflichtet zu haben. Sie konnte sich sofort als Stammspielerin etablieren und erhielt im Mai 2023 eine Vertragsverlängerung bis Saisonende 2025.

### Nationalmannschaft
In einem Freundschaftsspiel gegen Argentinien am 17. September 2021 gab Tháis ihren Einstand in der brasilianischen Nationalmannschaft. In der Partie wurde sie in der 63. Minute für Duda eingewechselt. In dem Jahr folgten noch zwei weitere Freundschaftsspiele, nochmals gegen Argentinien und gegen Australien. 2022 schlossen sich zwei Freundschaftsspiele an. 2023 kam sie zu keinen Einladungen.
2024 wurde Tháis von Nationaltrainer Arthur Elias in den A-Kader der Nationalmannschaft berufen. Beim vom Februar bis März stattfindenden CONCACAF W Gold Cup 2024 bestritt sie drei von sechs Spielen (kein Tor). Die Mannschaft erreichte das Finale gegen die USA, welches mit 1:0 verloren ging. Bei dem SheBelieves Cup 2024 trat sie zweimal an. Im Juli reiste Tháis mit der Auswahl als Teil des Olympiakaders nach Paris. Im zweiten Gruppenspiel gegen Japan stand Tháis in der Anfangsformation Insgesamt bestritt Tháis bei den Spielen vier von sechs möglichen Spielen, welche sie ins Finale und zum Gewinn der Silbermedaille führten. Davon stand sie vier Mal in der Startelf.

## Erfolge
Nationalmannschaft
- Silbermedaille bei den Olympischen Spielen: 2024

Palmeiras
- Copa Libertadores: 2022
- Staatsmeisterschaft von São Paulo: 2022
- Staatspokal von São Paulo: 2019, 2021